# Olavus Wigius
Olavus Wigius, född 1610 i Djursdala socken, Kalmar län, död 1700 i Tryserums socken, Östergötlands län, var en svensk kyrkoherde i Tryserums socken.

## Biografi
Olavus Wigius föddes 1610 på Gransbo i Djursdala socken. Han var son till bonden Nils Andersson. Wigius prästvigdes 18 december 1641 och blev 1643 komminister i Hannäs församling, Tryserums pastorat. Han blev 1651 komminister i S:t Laurentii församling, Söderköping och 1655 kyrkoherde i Tryserums församling, Tryserums pastorat. Han avled 1700 i Tryserums socken.

### Familj
Wigius gifte sig 26 januari 1645 med Margareta Retzius (1629–1708). Hon var dotter till kyrkoherden Nicolaus Benedicti Retzius och Kjerstin Svensdotter i Tryserums socken. De fick tillsammans barnen Elisabeth, Margareta (död 1662), Nils, Johan (1657–1712), Bengt (1650–1708), Kerstin och Benjamin (1664–1720).